# Пипец 2
«Пипе́ц 2» (англ. Kick-Ass 2 — «сильный, агрессивный, впечатляющий», «офигенный») — комедийный боевик 2013 года режиссёра Джеффа Уодлоу, снятый по мотивам одноимённого комикса Марка Миллара и Джона Ромиты-младшего, который был выпущен Marvel Comics под импринтом Icon. Сиквел первого фильма 2010 года. Съёмки фильма прошли с 7 сентября по 23 ноября 2012 года. Премьера состоялась 14 августа 2013 года.
Премьера в России прошла 5 сентября 2013 года.

## Сюжет
Дэйв Лизевски, скучая после ухода из борьбы с преступностью, начинает тренировки с Минди Макриди, чтобы стать настоящим героем. После смерти отца Крис Д’Амико случайно убивает собственную мать, закоротив её солярий. Теперь, контролируя криминальную империю своего отца, Крис находит костюм, решив стать супер-злодеем Мазафакером, поклявшись отомстить Пипцу.
Опекун Минди, Маркус, обнаруживает, что она все ещё борется с преступностью, и обещает отказаться от неё. Подружка Дэйва, Кэти Дома, заметила, что Дейв ведет себя странно, и расстается с ним, полагая, что он изменяет ей с Минди (хотя показывает, что сама изменяла ему). Дэйв продолжает свою жизнь как Пипец, объединившись в команду супер-героев «Справедливость Навсегда», во главе с Полковником Америка. Команда включает в себя Бойца (друг Дэйва, Марти), Доктора Гравитона, Человека-тлю, Ночную Стерву и родителей пропавшего ребёнка по имени Томми. Пипец начинает отношения с Ночной Стервой. Он и Марти пытаются заставить своего друга Тодда участвовать в героизме, но вместо этого отталкивают его, и он называет себя Трендец (копия Пипца).
Минди пытается вести нормальную жизнь и проходит кастинг в танцевальную команду в школе, впечатляя всех. Дэйв пытается убедить Минди присоединиться к команде, но она отказывается, и просит мальчика взять её на свидание. Оно заканчивается жестокой шалостью, запланированной хулиганами в её школе, которые оставляют Минди в лесу, чтобы идти домой в одиночку. Дэйв утешает Минди и призывает её бить хулиганов их же оружием. На следующий день Минди делает это и специально разработанной ударной дубинкой вызывает у хулиганов рвоту и диарею, что приводит к её исключению из школы.
Отец Дэйва узнает, что Дэйв — Пипец, найдя его костюм. Между тем Мазафакер собирает банду и оборудует подземное логово, включающее аквариум с живой акулой. Становясь все более невменяемым после того, как его помощник был убит, чтобы преподать ему урок, он устраивает засаду для команды, и его приспешница Маза-Раша обезглавливает Полковника. Затем он выслеживает Ночную Стерву и пытается изнасиловать её, чтобы разозлить Пипца, но не успевает достичь эрекции и вместо этого её избивает. Когда прибывает полиция, Маза-Раша убивает всех офицеров. Когда полиция отслеживает Дэйва через его IP-адрес, отец Дэйва утверждает, что он, а не Дэйв, и есть Пипец, и его арестовывают.
Мазафакер, не уверенный в том, что настоящий Пипец был пойман, узнает от Тодда, который случайно присоединился к его команде, что человек, идентифицированный как Пипец, на самом деле его отец. Мазафакер забивает мистера Лизевски до смерти в тюрьме и посылает фотографию Дэйву, раскрыв свою истинную личность как Крис Д’Амико. Пораженный горем Дэйв клянется отказаться от своей тайной личности, как он обещал своему отцу. На похоронах его отца бандиты похищают Дэйва. Минди преследует их фургон и спасает Дэйва. В это время Мазафакер готовит масштабный теракт и Минди с Дэйвом готовятся к противостоянию, созвал всех единомышленников.
Дэйв, теперь одетый в доспехи Папани поверх его костюма, Убивашка и армия "супергероев" вторгаются в логово Мазафакера, где начинается финальный бой. Убивашка дерется с Маза-Рашей. Несмотря на неравные силы, Убивашка побеждает Маза-Рашу благодаря уловке с адреналином. Сражаясь на крыше, Мазафакер чуть не падает, но Пипец хватается за него. Мазафакер отказывается от помощи и падает, приземляясь в свой собственный аквариум с акулой, которая его съедает.
Команда решает взять перерыв от своих обязанностей, помогая людям в их обычной жизни с обещанием вернуться к ним однажды. Минди говорит Дэйву, что, поскольку её разыскивают за убийство, она уезжает из Нью-Йорка, но граждане нуждаются в Пипце. Она целует его перед отъездом. Дэйв принимает на себя ответственность и начинает тренировки и модернизацию своего оборудования, а перед титрами показывают металлический шлем Пипца.
В сцене после титров показывают Криса, который пережил атаку акулы и остался без конечностей, жалующегося на нехватку внимания.

## В ролях
- Аарон Джонсон — Дэйв Лизевски / Пипец
- Хлоя Грейс Морец — Минди Макриди / Убивашка
- Кристофер Минц-Пласс — Крис Д’Амико / Мазафакер
- Кларк Дьюк — Марти Айзенберг / Боец
- Джим Керри — Сэл Бертолини / полковник Америка
- Ольга Куркулина — Екатерина Дубровски / Маза-Раша
- Дональд Фэйсон — Доктор Гравитон
- Линди Бут — Миранда Свэдлоу / Ночная стерва
- Роберт Эммс — Человек-тля
- Август Прю — Тодд Хэйнс / Трендец
- Моррис Честнат — детектив Маркус Уильямс
- Энди Найман — Большой Тони / Опухоль
- Клаудия Ли — Брук
- Янси Батлер — Энджи Д’Амико
- Иэн Глен — дядя Ральф Д’Амико
- Джон Легуизамо — Хавьер
- Линдси Фонсека — Кэти Дома
- Том Ву — Чингиз-хан-Потрошитель
- Чак Лидделл — камео
- Джон Ромита — камео
- Марк Миллар — камео

## Производство
Режиссёр первого фильма Мэттью Вон давно говорил о планах снять продолжение истории Пипца. В начале 2012 Марк Миллар объявил о выходе в 2013 году второй части картины. 8 мая 2012 года стало известно, что продолжение будет распространять Universal Studios, а начало съёмок планируется на сентябрь 2012 года.
Своё согласие сыграть в фильме роль Полковника Америка дал актёр Джим Керри.

## Отзывы
Кинокритики дали фильму невысокую оценку: на Rotten Tomatoes у фильма 29 % положительных рецензий из 153. На Metacritic — 41 балл из 100 на основе 35 обзоров.
Зрители же приняли фильм положительно — на IMDb рейтинг картины составляет 6,8 балла из 10 (на основании более чем 100 000 оценок).
CinemaScore — фирма, занимающаяся исследованием рынка, — проводила опрос зрителей на выходе из кинотеатра в течение открывающего уик-энда. Так, средняя оценка кинозрителей была «четыре с плюсом» по пятибалльной шкале.
Джим Керри, сыгравший роль Полковника Америка, после окончания съёмок поменял своё отношение к фильму из-за высокого уровня насилия, показанного в нём. В своём Твиттере он написал: «Я снялся в „Пипце“ за месяц до событий в школе „Сэнди-Хук“ и сейчас с чистой совестью заявляю, что не могу поддерживать такой уровень насилия. Я не стыжусь этого фильма, но в свете последних событий я изменил своё мнение».
Мир фантастики ругал фильм за не соответствие с оригинальным комиксом, как и у прошлой части, но хвалил за прекрасное развлечение, которое к сожалению было подпорченное излишней сентиментальностью.

## Компьютерная игра
14 августа 2014 года вышла одноимённая игра по мотивам фильма, которая изначальна разрабатывалась по мотивам комикса. Игра была выпущена для PC, Xbox 360 и PlayStation 3. Игра была сильно подвергнута жестокой критике со стороны критиков, её технических сбоев, багов, кривых драк и отсутствия оригинальности.

## Возможный приквел
В 2015 году прошли слухи о приквеле к первому Пипцу, сольному фильму про Убивашку, дабы раскрыть её детство с Папаней. В июне 2015 года Мэттью Вон обсудил возможность перезагрузки серии «Пипец» в жанре «приключенческий фильм» для Убивашки и Папани, чтобы оживить интерес к франшизе.

## Перезапуск
В июне 2018 года Вон объявил о своем намерении создать Marv Studios, под знаменем которого он произведёт перезапуск франшизы «Пипец».
23 июня 2019 года было объявлено, что в Marv Studios разрабатывает третий фильм, в котором Тейлор-Джонсон, Минц-Плассе и Фонсека, соответственно, снова исполнят свои роли Дэйва Лизевски/Пипца, Криса Д'Амико и Кэти Дома. соответственно, а Морец свою очередь выражала сомнение в том, что она повторит свою роль Минди Макриди/Убивашки из-за того, как проходило продолжение; Третий фильм задуман как последний фильм оригинальной франшизы перед перезапуском из серии «Убивашка и Пипец».
16 декабря 2021 года Вон сообщил Collider, что перезапуск находится в разработке и будет выпущен через два года.
В январе 2024 года Мэттью Вон сообщил, что для третьего фильма из франшизы «Пипец» под названием «Школьная драка», режиссёром которого был Дэмиен Уолтерс, тайно был одобрен актёрский состав, и его съёмки уже были завершены, а за ним последуют ещё два фильма, образующие трилогию: второй фильм носит рабочее название «Врам», а третий носит предварительное название «Пипец». Вон заявил, что, хотя в трилогию войдут новые персонажи, он также намерен включить в новую трилогию звёзд первых двух фильмов.

## Награды и номинации
| Награда                                 | Категория                                         | Кандидаты                                              | Результат |
| --------------------------------------- | ------------------------------------------------- | ------------------------------------------------------ | --------- |
| EDA Female Focus Award                  | Лучшая женская игра                               | Хлоя Грейс Морец                                       | Номинация |
| EDA Special Mention Award               | Сиквел или ремейк, который не должны были снимать | Пипец 2                                                | Номинация |
| IGN Award                               | Лучший кинокомикс                                 | Пипец 2                                                | Номинация |
| MTV Movie Award                         | Самый большой подросток                           | Хлоя Грейс Морец                                       | Победа    |
| Taurus Award и Taurus World Stunt Award | Лучшие трюки и/или лучшие бои                     | Джеймс О'Доннелл, Эшли Бек, Джеймс Эмбри и Джеймс Кокс | Номинация |